# Graham Budd
Graham Edward Budd, född 7 september 1968 i Colchester, är en brittisk-svensk professor i paleontologi och verksam vid Uppsala universitet.

## Forskning
Budd är specialiserad på de paleozoiska leddjurens anatomi och evolution. Han har studerat evolutionärt viktiga evertebrater från bland annat Grönlands äldre kambrium och undersökt anatomin hos nu levande trögkrypare, korvmaskar och klomaskar, tre stammar vilkas släktskap är omtvistad. Dessa djurgrupper är enligt Budd närmare släkt med utdöda primitiva leddjur än vad till exempel Stephen Jay Gould trodde.. I fylogenetiska analyser skiljer Budd mellan krongrupper och stamgrupper. En krongrupp innefattar de levande formernas sista gemensamma förfader och dess avkomma medan en stamgrupp innefattar mer basala former i gruppen. När denna distinktion tillämpas på kambriska evertebrater blir slutsatsen att flera stammar i djurriket har uppkommit senare än man trott..
Budd har även analyserat klassiska morfologiska problem som varför leddjuren är indelade i kroppssegment och hur huvudets olika delar hos leddjuren bör tolkas På ett teoretiskt plan betraktar Budd organismens funktionella egenskaper som avgörande för hur morfologiska egenskaper utvecklas medan dess genetiska beskaffenhet är sekundär.
Tillsammans med professor Lennart Olsson verkar han som huvudredaktör för Acta Zoologica.